# صياد (عربة تكتيكية ناقلة)
صياد هي عربة تكتيكية إستراتيجية إيرانية الصنع والتصميم، والتي تُستَخدَم لنقل الدبابات والمدرعات في أقصر فترة زمنية ممكنة من قبل القوات البرية التابعة للجيش الإيراني. تمتلك هذه العربة العسكرية محركاً بقوة 610 حصان والذي يعمل بالبخار، ولها القدرة على حمل 70 طناً من الحمولة وذلك لتُسَّهِل تنقل وحدات القوة البرية في اطار الحروب المستقبلية.

## كشف النقاب
لقد تم الكشف عن عربة صياد التكتيكية من قبل الجيش الإيراني والتي تُعتبَر واحدة من احدث انجازات القوة البرية الإيرانية والتي تم تدشينها يوم الأحد (21 يوليو/ تموز 2013م).

## الاستخدام
تم تصميم وإنتاج عربة صياد الحاملة للدبابات في إطار زيادة قدرة التحرك للقوة البرية كأحد العناصر المهمة في المعارك غير المتكافئة. وبإمكان هذه العربة التي تُعتبَر عربة إستراتيجية نقل مختلف أنواع معدات الدروع والدبابات والعربات المخصصة للتحرك في الرمال إلى مناطق العمليات. ونظراً لقدرة التحرك الكبيرة لحاملة الدبابات «صياد» فإنه بالإمكان عِبرَ استخدام عددٌ منها نقل كتيبة دروع إلى مناطق بعيدة في البلاد خلال يوم واحد فقط.